# 1199-1190 v.Chr.
De jaren 1199-1190 v.Chr. (van de christelijke jaartelling) zijn een decennium in de 12e eeuw v.Chr..

## Gebeurtenissen

### Egypte
- 1198 v.Chr. - Tawosret (1198 - 1196 v.Chr.) de achtste farao/koningin van de 19e dynastie van Egypte.
- 1196 v.Chr. - Koning Sethnacht (1196 - 1194 v.Chr.) de eerste farao van de 20e dynastie van Egypte.
- 1194 v.Chr. - Koning Ramses III (1194 - 1163 v.Chr.) de tweede farao van Egypte (20e dynastie).

### Assyrië
- 1196 v.Chr. - Koning Assur-nadin-apli (1196 - 1193 v.Chr.) regeert over het Assyrische Rijk.
- 1193 v.Chr. - Koning Ninurta-apil-ekur (1193 - 1180 v.Chr.) heerser van Assyrië.
- 1190 v.Chr. - Het koninkrijk van Assur wordt verzwakt door onderlinge twisten.

### Griekenland
- 1198 v.Chr. - Odysseus keert tien jaar na de Trojaanse Oorlog terug in Ithaka.
- Een zonsverduistering op 16 april heeft dit orakel aangekondigd.
- 1190 v.Chr. - In Mycene wordt de "Krijgersvaas" (1200 - 1100 v.Chr.) vervaardigd.

<< · 1199-1190 · 1189-1180 · 1179-1170 · 1169-1160 · 1159-1150 · 1149-1140 · 1139-1130 · 1129-1120 · 1119-1110 · 1109-1100 · >>